# Vita ce n'è
Singles
1. Vita ce n'è
Sortie : 19 octobre 2018
2. In Primo Piano
Sortie : 14 décembre 2018
3. Per Le Strade Una Canzone
Sortie : 18 janvier 2019
4. Siamo
Sortie : 23 mai 2019

Vita ce n'è est le 14e album studio d'Eros Ramazzotti sorti le 23 novembre 2018.

## Liste des titres
| No  | Titre                                        | Durée |
| --- | -------------------------------------------- | ----- |
| 1.  | Per il resto tutto bene                      | 3:25  |
| 2.  | Vita ce n'è                                  | 3:11  |
| 3.  | Vale Per Sempre (feat. Alessia Cara)         | 3:24  |
| 4.  | Siamo                                        | 3:38  |
| 5.  | In Primo Piano                               | 3:41  |
| 6.  | Ti Dichiaro Amore                            | 3:36  |
| 7.  | Per Le Strade Una Canzone (feat. Luis Fonsi) | 3:31  |
| 8.  | Una Vita Nuova                               | 3:32  |
| 9.  | Ho Bisogno Di Te                             | 3:22  |
| 10. | Due Volontà                                  | 3:33  |
| 11. | Nati Per Amare                               | 4:17  |
| 12. | Dall'Altra Parte Dell'Infinito               | 3:58  |
| 13. | Buanomore                                    | 3:43  |
| 14. | Avanti cosi                                  | 3:26  |